# Parafia św. Hieronima w Bytomiu Odrzańskim
Parafia pw. św. Hieronima w Bytomiu Odrzańskim – rzymskokatolicka parafia w mieście Bytom Odrzański, należąca do dekanatu Kożuchów diecezji zielonogórsko-gorzowskiej, metropolii szczecińsko-kamieńskiej w Polsce, erygowana w 1590 roku. Mieści się przy ulicy św. Maksymiliana Kolbego.

## Historia parafii
Początki chrześcijaństwa w Bytomiu Odrzańskim prawdopodobnie sięgają samych początków państwa Polskiego i chrześcijaństwa na ziemiach Polan. Dokumenty potwierdzają, iż już w 1175 roku w Bytomiu Odrzańskim istniała parafia ze swoim kościołem pod wezwaniem św. Stefana.
W II połowie XV stulecia patronat nad kościołem i duszpasterstwem objęli Kanonicy Regularni św. Augustyna z Żagania na prośbę księcia Jana II Żagańskiego. W 1503 roku dodano do wezwanie kościoła nowego patrona św. Hieronima. W 1522 roku, podczas pożaru który strawił miasto, świątynia spłonęła.
W latach 1524–1526 budynek parafialnego kościoła przejęli ewangelicy. Wspólnota katolicka odzyskała swoją świątynię dopiero w 1590 roku, wówczas też na nowo erygowano parafię katolicką w Bytomiu Odrzańskim. W 1653 roku kolejny raz świątynię przejęli protestanci i w ich władaniu pozostał aż do 1746 roku. W tym czasie wierni katolicy modlili się w kościele św. Jerzego, który był wybudowany w 1518 roku i znajdował się poza murami miasta. Kiedy zaś w 1621 roku kościół pw. św. Jerzego został rozebrany na skutek rozbudowy zamku obronnego, katolicy korzystali z zamkowej kaplicy.  W 1746 po wybudowaniu nowego zboru ewangelickiego katolicy odzyskali prawo do używania swojego kościoła. Wówczas doszło do rekonsekracji świątyni, a kościół zyskał na nowo wezwanie św. Hieronima.  

### Po II wojnie światowej
Po II Wojnie Światowej opiekę duszpasterską nad wiernymi objęli na nowo polscy księża, zaś sama parafia weszła w skład Administracji Apostolskiej z siedzibą we Wrocławiu. Zaś od 28 czerwca 1972 roku parafia przynależała do Diecezji Gorzowskiej (aktualnie Diecezji zielonogórsko-gorzowskiej).

## Proboszczowie parafii po 1945 roku
Źródło: 
- ks. Robert Beck (1946)
- ks. Edmund Jagła (1946)
- ks. Józef Uruski (1946)
- ks. Franciszek Pyznar (1954–1957)
- ks. Paweł Panasiuk (1957–1959)
- ks. Adam Dziedzic (1959–1960)
- ks. Stanisław Urbański (1960–1964)
- ks. Jan Szutkowski (1964–1976)
- ks. Tadeusz Szewczyk (1976–2010)
- ks. Zygmunt Mokrzycki (2010–2012)
- ks. Ireneusz Łuczak (2012–2020)[2]
- ks. Krzysztof Cochła (2020–2023)[3]
- ks. prał. kan. dr Zbigniew Kobus (od 2023)[3]

## Miejsca kultu

### Kościół parafialny
- Kościół pw. św. Hieronima w Bytomiu Odrzańskim

### Kościoły filialne
- Liturgia sprawowana w świetlicy wiejskiej w Wierzbnicy

### Historyczne kościoły na terenie parafii

#### kościoły katolickie
- kościół pw. św. Stefana (pierwotny) – świątynia parafialna pod wezwaniem, prawdopodobnie pierwotnie drewniana, wzmianka o nim po raz pierwszy pojawiła się w dokumentach z 1175 roku, spłonął w 1522 roku. Na jego miejscu istnieje dzisiejszy kościół parafialny
- kościół pw. św. Małgorzaty – prawdopodobnie dawniej istniejący kościół ufundowany przez Leszeka Bolesławowica, jako pokuta za spalenie miasta przez jego ojca Bolesława Kędzierzawego[4]
- kościół pw. św. Jerzego – wybudowany pierwotnie w 1518 poza murami miasta, w 1621 roku rozebrany i zamieniony w kaplicę zamkową

#### kościoły niekatolickie
- kościół ewangelicki – barokowy kościół wybudowano w latach 1741–1746 z cegły i kamienia. Dziś własność Fundacji Archeologicznej[5].
- kościół starokatolicki – z I połowy XIX w., późniejsza remiza strażacka, dziś zakład pogrzebowy[6]

## Zasięg parafii
Miasto Bytom Odrzański oraz wsie: Bodzów, Bonów, Bycz, Drogomil. Królikowice, Małaszowice, Pastuszyn, Popowo, Sobolice, Tarnów Bycki, Wierzbnica.